# 6514 Torahiko
A 6514 Torahiko (ideiglenes jelöléssel 1987 WY) a Naprendszer kisbolygóövében található aszteroida. Tsutomu Seki fedezte fel 1987. november 25-én.